# Suoppkoaivi
Suoppkoaivi är en kulle i Finland. Den ligger i Utsjoki kommun i landskapet Lappland, i den norra delen av landet, 1 100 km norr om huvudstaden Helsingfors. Toppen på Suoppkoaivi är 460 meter över havet. Suoppkoaivi ingår i Paistunturit.
Terrängen runt Suoppkoaivi är kuperad norrut, men söderut är den platt.  Trakten runt Suoppkoaivi är nära nog obefolkad, med mindre än två invånare per kvadratkilometer. Omgivningarna runt Suoppkoaivi är i huvudsak ett öppet busklandskap.